# 서부산낙동강교
서부산낙동강교(西釜山洛東江橋)는 낙동강 사이에 놓여져 있는 총길이 1,765m의 다리이며, 부산광역시 강서구 대저2동에서 사상구 감전동을 연결한다. 개통 초기에는 낙동대교(洛東大橋)라고도 불렸다. 남해고속도로제2지선의 일부이기도 하며, 남해고속도로제2지선이 개통되었을 당시인 1981년 9월 4일에 개통되었다.

## 개요
다리의 공법은 상부구조가 국내 최초의 강상판 강상형이고 84.3m의 3경간 연속교로 되어 있으며, 상부하중과 지질조사결과를 근거로 하여 계획된 하부기초는 강관파일 기초로 다리받침과 기둥이 철근콘크리트 반중력식으로 되어 있다. 이 다리는 국내 기술진에 의하여 최초로 시도된 3경간 연속교이지만 강상판 포장에 대해서는 기술 및 경험부족으로 문제점이 많았다.
그러나 이 다리의 건설로 부산의 상수도관 매설 및 전선설치 등과 관련된 부대시설을 종합적으로 시행함으로써 많은 경비가 절감되었으며, 부산 중심지에서 김해국제공항까지의 거리가 약 20분 단축되었다. 또한 국내에서는 최초로 고속도로 다리에 인도를 설치하여 지역주민의 교통편의를 도모하였고, 낙동강 양쪽 지역을 직접 연결하여 지역발전에 기여하였다.
하지만 부산에서 가장 일찍 정체가 시작되고, 그 지속시간이 가장 긴 다리로 악명이 높은 곳인데, 이는 사상권에서 김해, 창원 방향으로 갈 수 있는 유일한 다리인데다 동서고가로에서 직결한 차량들과 만나 병목 현상이 일어나기 때문이다. 따라서 이 문제를 해결하기 위해 2009년 7월 27일부터 가변차로제를 오전 6시부터 7시30분까지 1시간30분간 운영된 바 있으며, 그래도 사정이 나아지지 않자 2012년 2월 27일부터 오전 8시까지 30분 연장 운영되었다.
2014년 4월 28일 확장 개통함으로써 가변차로제가 폐지되었다.
다리 밑에는 맥도생태공원이 있다.

## 주의사항
서부산낙동강교는 남해고속도로제2지선의 일부로 자동차전용도로이나, 보행자는 다리 양측의 인도를 이용하여 통행이 가능하다. 자동차전용도로 통행이 법적으로 금지된 자전거 및 이륜자동차 등도 통행이 가능하나, 인도 구간에서 운전자가 수동으로 끌어서 통행하여야 한다.